# Günther Wrede

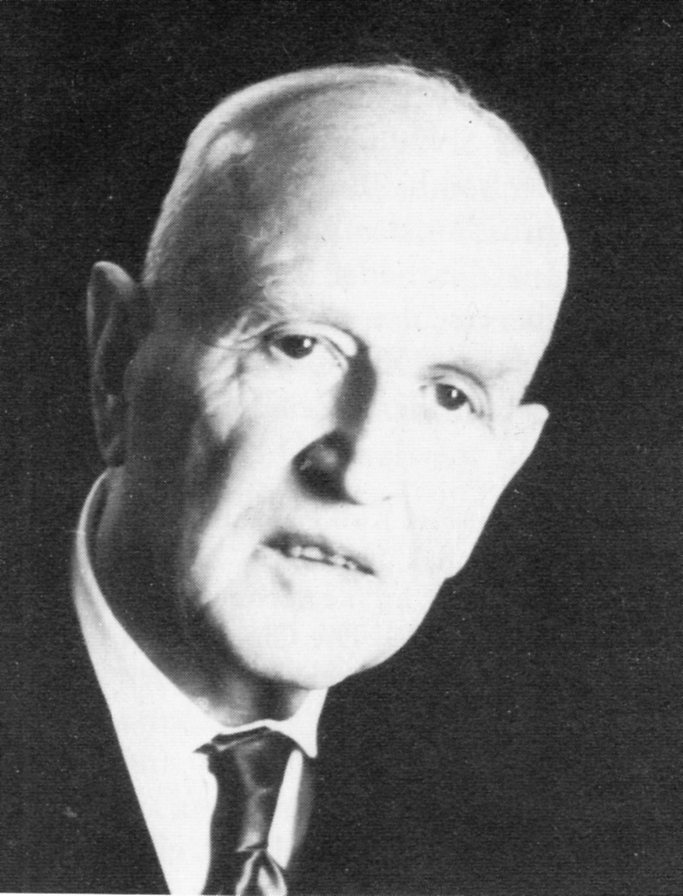
Günther Wrede

Otto Ludwig  Günther Wrede (* 28. März 1900 in Marburg; † 13. Oktober 1977 in Osnabrück) war ein deutscher Historiker und leitender Archivar.

## Leben und Wirken
Günther Wrede wurde am 28. März 1900 in Marburg als zweiter Sohn des Germanisten Ferdinand Wrede und seiner Ehefrau Malwine geb. Wimmer geboren.
Nach dem Abitur 1918 am Marburger Gymnasium Philippinum begann Wrede zunächst ein Studium der Germanistik und klassischen Philologie in Marburg und Tübingen, wechselte aber dann in die Geschichtswissenschaft. Er kehrte nach Marburg zurück und absolvierte dort sein Studium bis 1925. In Marburg war sein Dozent, der Professor für Mittelalterliche Geschichte und Historische Hilfswissenschaften, Edmund Stengel richtungsweisend für Wredes weiteren Lebensweg. Inzwischen Mitarbeiter Stengels am Historischen Atlas Hessens, legte Wrede im Februar 1925 seine Studie Die Territorialgeschichte der Grafschaft Wittgenstein als Dissertation vor und wurde aufgrund seiner Arbeit an der Universität Marburg zum Dr. phil. promoviert. Dieses umfangreiche historische Werk wurde 1927 im Druck vorgelegt und bildet bis in die Gegenwart „das Fundament aller geschichtlichen Arbeit in Wittgenstein“. Nach seiner Promotion blieb Wrede noch bis 1926 als Assistent Stengels in Marburg.
Wredes Laufbahn als Archivar begann mit der Absolvierung des Archivlehrgangs am Geheimen Staatsarchiv Berlin von April 1927 bis August 1928. Ab Oktober 1928 war er am Staatsarchive Münster  beschäftigt (zunächst Archiv-Hilfsarbeiter, 1929 Archivassistent, 1932 Archivrat). Im Juli 1934 wechselte Wrede an das Staatsarchiv Marburg, wo er sich maßgeblich am Umzug des Archivs vom Marburger Schloss in das heutige Archivgebäude beteiligte und 1938 einen Entwurf der heutigen Tektonik des Archivs erstellte. Im Juni 1939 wurde Wrede an das Staatsarchiv Osnabrück berufen, zunächst als kommissarischer Leiter, ab 1940 als Staatsarchivdirektor. 1942 bis 1944 und 1945 bis 1946 wurde ihm zusätzlich vertretungsweise die Leitung des Staatsarchivs Aurich übertragen. Wrede blieb bis zu seiner Pensionierung 1965 als Staatsarchivdirektor in Osnabrück.
Kurz vor seinem Tod brachte er noch sein Spätwerk Geschichtliches Ortsverzeichnis des ehemaligen Fürstbistums Osnabrück zum Abschluss.

## Mitgliedschaften
- Seit dem 13. Mai 1932 ordentliches Mitglied der Historischen Kommission für Westfalen.
- Von 1958 bis 1969 Vorsitzender des Vereins für Geschichte und Landeskunde von Osnabrück.

## Schriften
- 1927: Territorialgeschichte der Grafschaft Wittgenstein. Dissertation. Marburg 1927.
 Wredes Dissertation wurde im Februar 2021 vom Hessischen Landesamt für geschichtliche Landeskunde als Digitalisat veröffentlicht.[5][6] Den zum Werk gehörigen Atlas stellte die Hochschule Fulda digital zur Verfügung.[7]
- 1931: Herzogsgewalt und kölnische Territorialpolitik in Westfalen. In: Westfalen, Bd. 16, S. 139–151.
- 1931: Dietrich von Niem und das Stift Lemgo. In: Westfälische Zeitschrift, Bd. 88, 1 (1931), S. 186–195.
- 1936: Zur historischen Raumforschung in Nordwestdeutschland. In: Historische Zeitschrift, Bd. 153 (1936), S. 306–317.
- 1935: Grenzen der Neumark 1319–1817. Greifswald. Penners, Theodor (Bearb.) Hildesheim (1975–1980).
- 1975: Geschichtliches Ortsverzeichnis des ehemaligen Fürstbistums Osnabrück, 3 Bände. Hildesheim: Lax 1975.

## Ehrungen
- Verleihung der Justus-Möser-Medaille durch die Stadt Osnabrück am 2. Januar 1961.[8]